# 2nd STAGE
『2nd STAGE』（セカンド ステージ）は、T&Cボンバーの2ndアルバム。2000年9月27日発売。

## 概要
- 「丸い太陽」は、シングル時不参加の小湊美和も参加している。

## 収録曲
1. HEY! 真昼の蜃気楼
8thシングル
2. Be My Love
3. DON'T STOP 恋愛中
7thシングル
4. 愛の回数
稲葉貴子のソロ曲
5. またやっちゃった〜渋谷でALLの日〜
小湊美和のソロ曲
6. 丸い太陽(4人ver)
6thシングル
7. 愛する人へ
本多RuRuのソロ曲
8. Office Love
信田美帆のソロ曲
9. ゴーゴー東京
7thシングルカップリング
10. かわいい男性
8thシングルカップリング
11. YES!しあわせ

作詞・作曲：つんく(1-11)
編曲：松原憲(1,7)、河野伸(2,3)、AKIRA(4)、鈴木俊介(5,10)、小西貴雄&下町兄弟(6)、高橋諭一(8,9)、SATOSHI HIDAKA(11)

## カバー
YES!しあわせ
- ℃-ute - アルバム『キューティークイーン VOL.1』（2006年10月25日発売）に収録。